# Faith Idehen
Faith Idehen (* 5. Februar 1973) ist eine ehemalige nigerianische Sprinterin, deren Spezialstrecke der 100-Meter-Lauf war.

## Sportliche Erfolge
Ihren größten Erfolg feierte Idehen bei den Spielen 1992 in Barcelona in der 4-mal-100-Meter-Staffel: Sie gewann gemeinsam mit Beatrice Utondu, Christy Opara-Thompson und Mary Onyali die Bronzemedaille und musste sich dabei in 42,81 Sekunden nur den Mannschaften der USA (42,11 Sekunden) und dem Vereinten Team (42,16 Sekunden) geschlagen geben. Die Zeit des nigerianischen Teams stellt einen noch heute bestehenden Afrika-Rekord dar.

## Sonstiges
Bei einer Körpergröße von 1,63 Metern betrug Idehens Wettkampfgewicht 59 kg.